# Jia Xian Chengguanzhen (häradshuvudort i Kina, Henan Sheng, lat 33,97, long 113,21)
Jia Xian Chengguanzhen (kinesiska: 郏县城关镇) är en häradshuvudort i Kina. Den ligger i provinsen Henan, i den centrala delen av landet, omkring 98 kilometer sydväst om provinshuvudstaden Zhengzhou. Antalet invånare är 571 524. Befolkningen består av 274 212 kvinnor och 297 312 män. Barn under 15 år utgör 22,0 %, vuxna 15-64 år 68 %, och äldre över 65 år 9,0 %.
Runt Jia Xian Chengguanzhen är det tätbefolkat, med 735 invånare per kvadratkilometer. Jia Xian Chengguanzhen är det största samhället i trakten. Trakten runt Jia Xian Chengguanzhen består till största delen av jordbruksmark.
Genomsnittlig årsnederbörd är 819 millimeter. Den regnigaste månaden är september, med i genomsnitt 157 mm nederbörd, och den torraste är januari, med 5 mm nederbörd.